# Tunis na Olimpijskim igrama 2016.
Tunis je nastupio na Ljetnim olimpijskim igrama 2016. u Brazilu.

## Jedrenje
Jedan jedriličar iz Tunisa se kvalificirao za OI 2016. na svjetskom prvenstvu u jedrenju 2014.
- Muški - Laser (Youssef Akrout)